# Bahnhof Shinjohara
Der Bahnhof Shinjohara (jap. 新所原駅, Shinjohara-eki) ist ein Bahnhof auf der japanischen Insel Honshū, betrieben von den Bahngesellschaften JR Central und Tenryū Hamanako Tetsudō. Er befindet sich in der Präfektur Shizuoka auf dem Gebiet der Stadt Kosai.

## Beschreibung

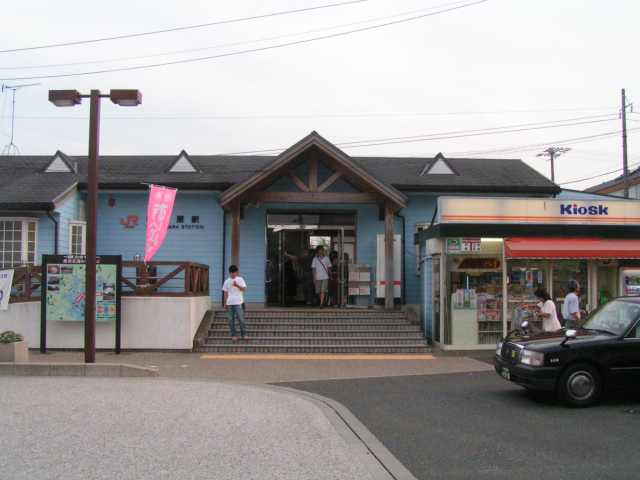
Altes Empfangsgebäude (2006)

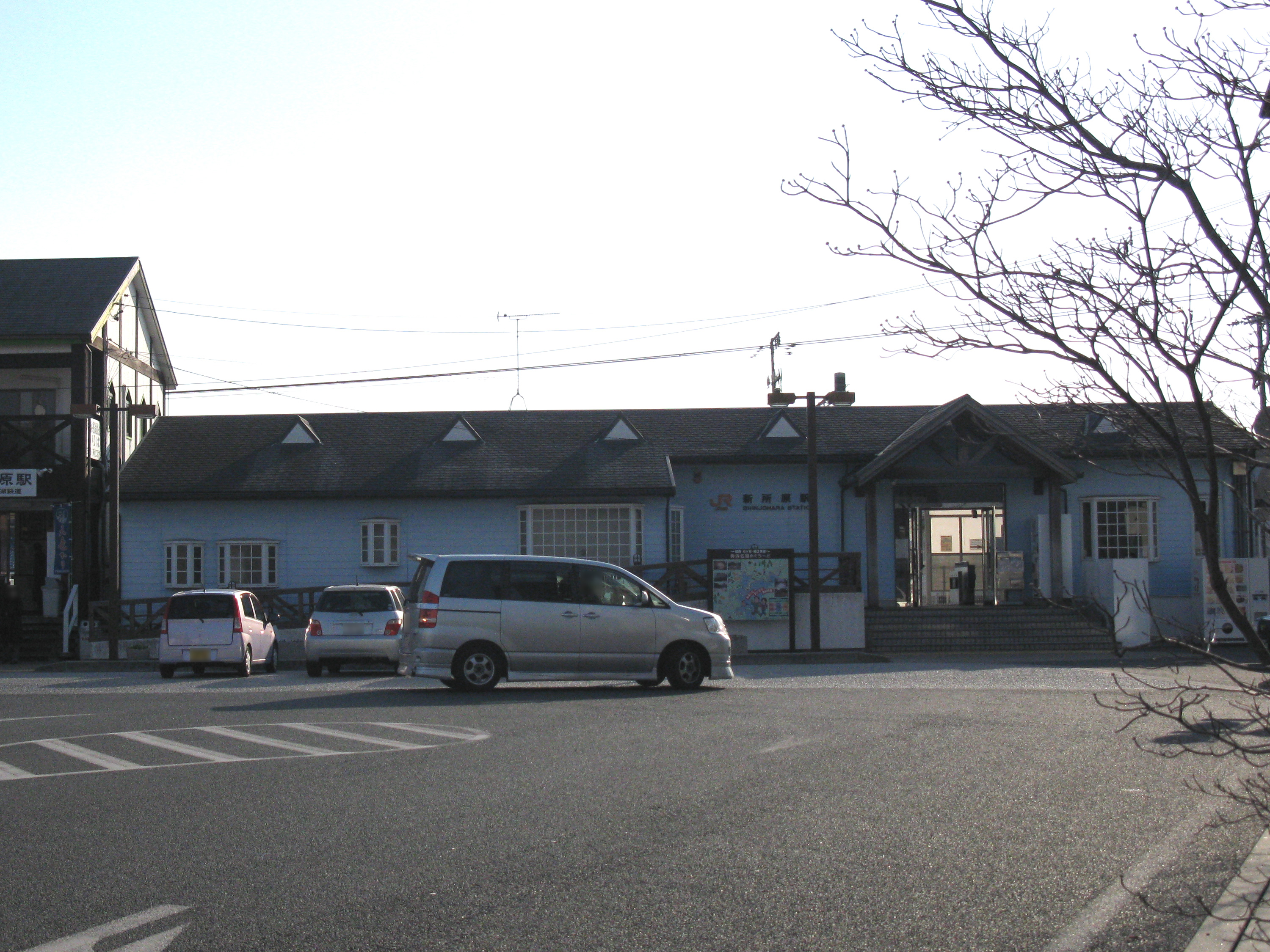
Bahnhof vor Brückenbau (Januar 2011)

Shinjohara ist ein Anschlussbahnhof an der von JR Central betriebenen Tōkaidō-Hauptlinie, einer der bedeutendsten Bahnstrecken Japans. Von dieser zweigt die Tenryū-Hamanako-Linie nach Kakegawa ab, die von der Bahngesellschaft Tenryū Hamanako Tetsudō betrieben wird. Auf der Tōkaidō-Hauptlinie verkehren Regionalzüge, abhängig von Streckenabschnitt und Tageszeit, zwei- bis viermal pro Stunde zwischen Atami und Toyohashi. Einzelne davon werden über Toyohashi hinaus in Richtung Nagoya durchgebunden. Auf der Tenryū-Hamanako-Linie verkehren die Züge in einem angenäherten Stundentakt, der in der Hauptverkehrszeit zu einem Halbstundentakt verdichtet wird. Morgens und abends befahren sie die gesamte Strecke, während es tagsüber in Tenryū-Futamata eine betriebliche Zweiteilung gibt und dort umgestiegen werden muss. Die Bushaltestelle auf dem Bahnhofsvorplatz wird von drei Linien des Stadtbusbetriebs bedient.
Der Bahnhof steht im Stadtteil Shinjohara und ist der am westlichsten gelegene in der Präfektur Shizuoka; die Grenze zur Präfektur Aichi verläuft wenige hundert Meter entfernt. Die Anlage ist von Osten nach Westen ausgerichtet und besitzt sechs Gleise, von denen fünf dem Personenverkehr dienen. Jene der Tōkaidō-Hauptlinie liegen an zwei überdachten Mittelbahnsteigen. Das dazu gehörende Empfangsgebäude besitzt die Form eines Reiterbahnhofs, der sich über die gesamte Anlage spannt. Eine daran angebaute Fußgängerbrücke ermöglicht die Passage von der Nord- zur Südseite, ohne die Bahnsteigsperren passieren zu müssen. Die Tenryū-Hamanako-Linie hält an einem Seitenbahnsteig an der Nordseite und besitzt ein eigenes kleines Empfangsgebäude.
Im Jahr 2016 zählte der Bahnhof täglich durchschnittlich 4173 Fahrgäste.

## Geschichte

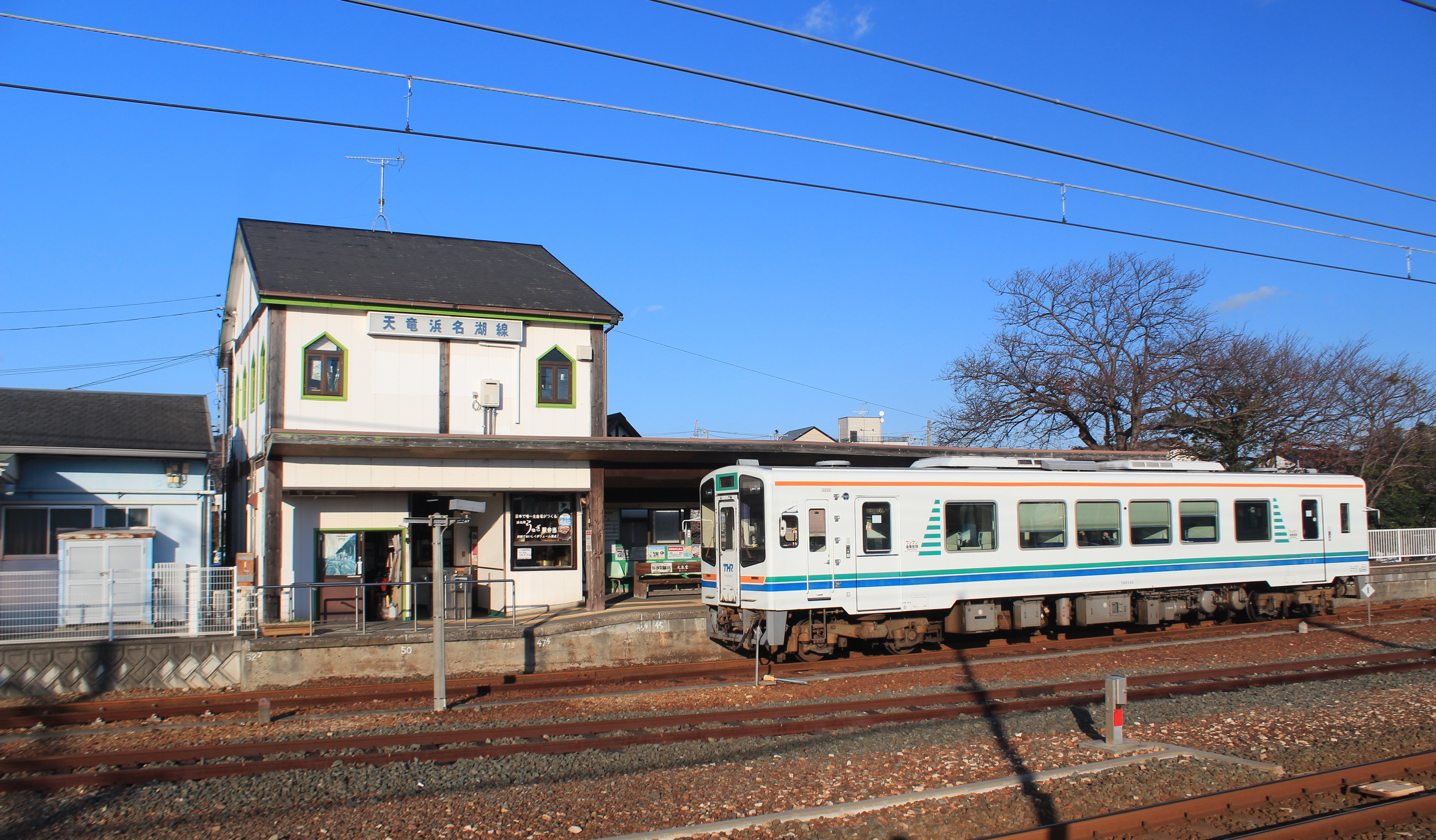
Bahnhofsteil der Tenryū Hamanako Tetsudō (2013)

Die Tōkaidō-Hauptlinie war bereits 1888 eröffnet worden, doch fuhren die Züge hier fast ein halbes Jahrhundert lang ohne Halt durch. Eine Änderung begann sich 1933 abzuzeichnen, als das Eisenbahnministerium mit dem Bau der Futamata-Linie begann. In der Nähe der Abzweigung entstand der Bahnhof Shinjohara, der am 1. Dezember 1936 zusammen mit dem Abschnitt nach Mikabi in Betrieb ging. Dreieinhalb Jahre später war die durchgehende Strecke nach Kakegawa vollendet.
Aus Kostengründen stellte die Japanische Staatsbahn am 26. April 1971 den Güterumschlag ein, am 1. Februar 1984 auch die Gepäckaufgabe. Im Rahmen der Staatsbahnprivatisierung ging die Futamata-Linie an die Bahngesellschaft Tenryū Hamanako Tetsudō über und erhielt die neue Bezeichnung Tenryū-Hamanako-Linie. Zwei Wochen später, am 1. April 1987, wechselte der Bahnhofsteil an der Tōkaidō-Hauptlinie in den Besitz von JR Central. Das ursprüngliche Empfangsgebäude an der Nordseite genügte den Ansprüchen nicht mehr und wurde ab 2012 durch den heutigen Reiterbahnhof ersetzt, dessen feierliche Eröffnung am 27. November 2016 stattfand.